# Para-raios
Funcionamento do para-raios 
(em espanhol).
Comumente conhecido com para-raioAO 1990, o sistema de proteção contra descargas atmosféricas (SPDA) do tipo Franklin, é uma haste de metal, normalmente feita de cobre, alumínio, aço inoxidável ou aço galvanizado destinado a dar proteção aos edifícios dirigindo as descargas elétricas atmosféricas, raios, para o solo através de cabos de pequena resistência elétrica e hastes de aterramento. Como o raio tende a atingir o ponto mais alto de uma área, o para-raios é instalado no topo do prédio.

## Histórico
A fim de provar que os raios são descargas elétricas da natureza, o americano Benjamin Franklin procedeu a famosa experiência da pipa, com base na qual inventou o seu para-raios. Durante uma tempestade, empinou uma pipa(português brasileiro) ou papagaio de papel(português europeu) usando um fio metálico e constatou o que as nuvens eram carregadas eletricamente, ao observar as faíscas que se produziam entre uma chave atada à ponta do fio e sua mão. Franklin propôs, pela primeira vez, um método de proteção contra raios em um edifício: colocar sobre este uma ponta metálica 2 ou 3 metros acima do telhado e conectado à terra.
Franklin, inicialmente, acreditava que o para-raios descarregava silenciosamente uma nuvem de tempestade e, portanto, preveniria o raio. Isso ocorreria em função do fenômeno eletrostático denominado poder das pontas, que é a grande concentração de cargas elétricas que se acumulam em regiões pontiagudas. Posteriormente em 1755, o próprio Franklin declarou que o para-raios ou preveniria o raio ou o conduziria para a terra, protegendo a edificação, e é dessa última forma que ele funciona.
Aparentemente, foi no ano de 1752 que para-raios foram usados com o objetivo de proteção na França e nos Estados Unidos. Embora a proposta inicial de Franklin fosse que o terminal do para-raios fosse pontiagudo para aproveitar o "efeito das pontas" essa noção está incorreta. Não há evidências de que um terminal pontiagudo seja melhor que um arredondado, de fato há evidências que sugerem que terminais arredondados sejam mais eficientes.

## Princípio
O sistema de proteção contra descargas atmosféricas, geralmente chamado de para-raios, é composto por três sub-sistemas e é destinado a:
- interceptar uma descarga atmosférica para a estrutura (por meio do subsistema de captação),
- conduzir a corrente da descarga atmosférica para a terra de forma segura (por meio do subsistema de descida),
- dispersar a corrente da descarga atmosférica na terra (por meio do subsistema de aterramento).

Hoje, não existe proteção 100% contra raios. O grau de proteção é definido à nível internacional em função de uma analise de risco, especificando um nível de proteção (I, II, III, IV). O maior nível de proteção é o nível I, oferecendo 98% de probabilidade de captação do raio.
|                                                            |                                                         | | |
| Benjamin Franklin realizando a Experiência da pipa (1752). | Gravura de 1826 mostrando alguns modelos de para-raios. | Raio atingindo a Torre Eiffel, em 3 de Junho de 1902, às 21h:20min. Uma das primeiras fotografias de raios em ambiente urbano. | Torre Berliner Fernsehturm, de Berlim, atingida por um raio às 22h:57min. em 24 de Agosto de 2011. |

## Método do ângulo de proteção (para-raios Franklin)

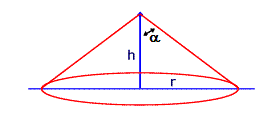
Ângulo de proteção

Admite-se que a zona de proteção do para-raios tipo Franklin seja igual a um cone com vértice na ponta do para-raios O vértice e a geratriz do cone formam um ângulo {\displaystyle \alpha } (vide figura). Esse ângulo sempre foi a questão mais discutida desde 1892.
No Brasil, segundo a norma NBR 5419, este ângulo varia conforme a altura do para-raios e o nível de proteção. Assim, por exemplo, para estruturas com nível de proteção exigido para classe IV (estruturas construídas de material não inflamável e com pouco acesso de pessoas, como depósitos em concreto armado) e uma altura relação ao solo de até 20 m o ângulo deve ser de 55o. Já para estruturas de classe III (uso comum, como residências, escritórios e fábricas) para a mesma altura (20 m) o ângulo deve ser de 45o.
Para descobrir o raio de proteção de um para-raios, utiliza-se a seguinte formula:
{\displaystyle R_{p}=h*\operatorname {tan} \alpha }
onde {\displaystyle h} é a altura em metros e {\displaystyle \alpha } o ângulo em graus.

## Método das Malhas (Gaiola de Faraday)
Empregado para o mesmo fim que o para-raios de Franklin, o para-raios de Melsens adota o princípio da gaiola de Faraday. Este método consiste em cobrir a edificação com cabos ou fitas metálicas, formando quadriculas no telhado, vários condutores de descida e aterramentos, interligados por um anel de aterramento enterrado ao redor da edificação. O nível de proteção define o dimensionamento das quadriculas e o distanciamento dos condutores de descida. Para maximizar a probabilidade de impacto, pode-se adicionar terminais aéreos.

## Método da Esfera Rolante (eletrogeométrico)
O método da esfera rolante, estabelece, por meio do posicionamento de elementos verticais, o volume de proteção do subsistema de captação em um SPDA para qualquer direção.
A aplicação do método da esfera rolante consiste, basicamente, em rolar-se uma esfera imaginária por todas as partes externas da edificação. Esta esfera tem em seu raio (R) uma projeção estimada da distância entre o ponto de partida do líder ascendente (terra – nuvem) e a extremidade do líder descendente (nuvem – terra) que formam a descarga atmosférica.
O raio da esfera rolante pode ser calculado utilizando-se a seguinte equação:
R = 10.Imax0,65
onde R é o raio da esfera rolante, em metros; e Imáx  é o valor de pico do líder ascendente (primeiro raio), em quilo amperes.

## Para-raios com dispositivo de ionização (não radioativo)

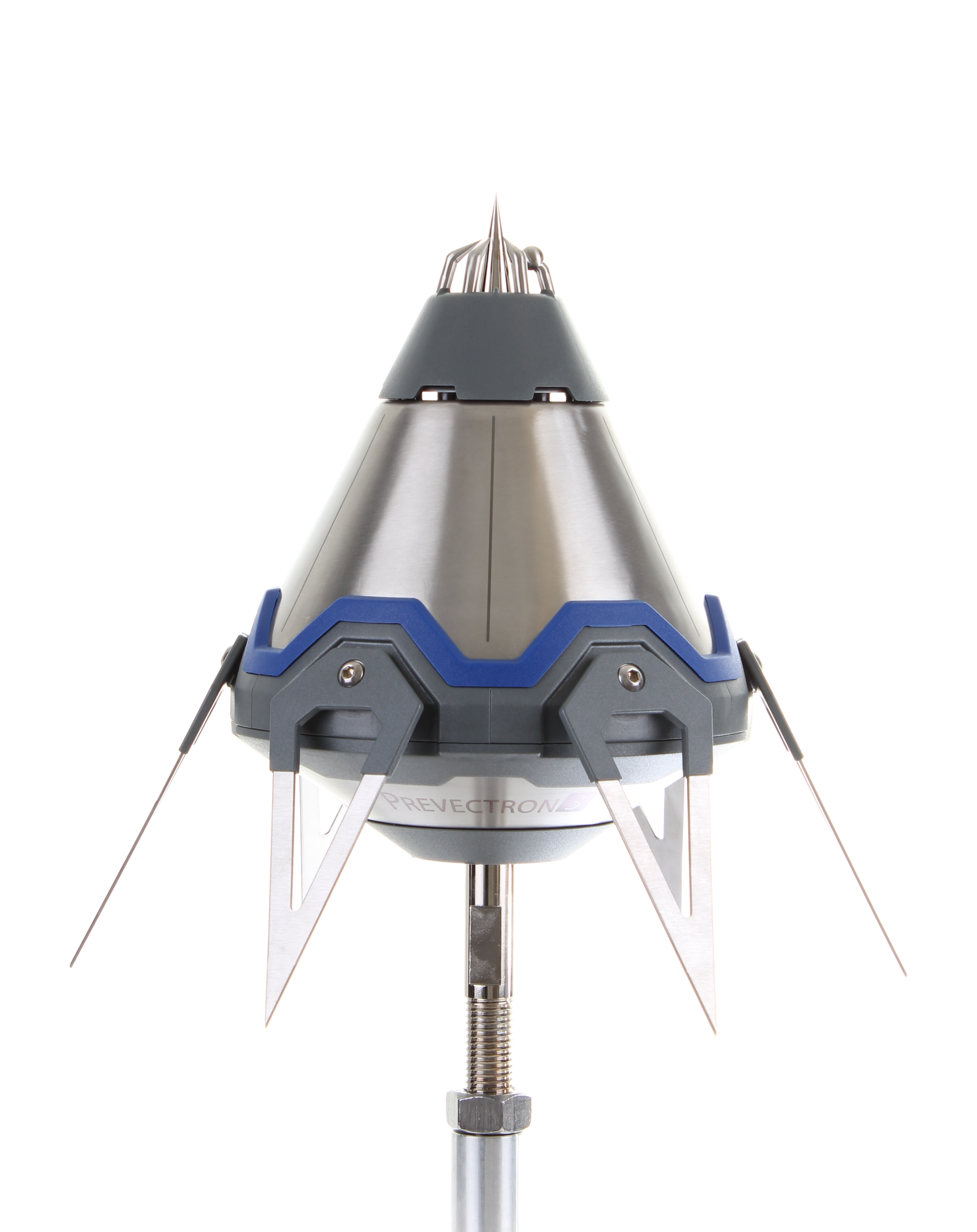
Para-raios com Dispositivo de Ionização (PDI)

O Para-raios com Dispositivo de Ionização, também chamado de para-raios ionizante ou PDI, (Paratonnerre à Dispositif d'Amorçage em francês, Early Streamer Emission em inglês), nasceu no meio dos anos 80 na França depois da proibição do para-raios radioativo. O para-raios ionizante se caracteriza com a emissão antecipada de um líder ascendente e a conexão com o raio antes que qualquer outro objeto dentro do seu raio de proteção, oferecendo assim uma zona de proteção maior que um para-raios Franklin. O para-raios é caracterizado por seu tempo de antecipação, de 10µs até 60µs. A tecnologia é normatizada por normas tais como a NFC 17102, NP 4426, UNE 21186, e outras, exigindo requisitos de teste. 
Conforme a ILPA (Associação Internacional de Proteção contra Raios), considerando apenas fabricantes franceses e espanhóis, o número acumulado de para-raios com dispositivos de ionização instalados no mundo chegou na barra de 680.000 em 2016. Esse número pode ser considerado maior devido à presença de fabricantes de varias outras nacionalidades (China, EUA, Índia, etc). 
A tecnologia possui vários tipos de comprovação, sendo empírica, em laboratório e condições reais.
Estudos da ICLP (International Conference on Lighting Protection) põe em dúvida a eficácia do sistema ESE. Testes mostram  que essa tecnologia pode não funcionar corretamente em meios naturais, em oposição aos testes realizados em laboratório. A ICLP critica ainda as instruções e a forma que essas são apresentadas pelo fabricante no manual desses produtos podendo prejudicar ainda mais o funcionamento do produto, quando utilizado por pessoas comuns. Na carta apresentada no site oficial, eles concluem dizendo que o uso do inibidor de raios não apresenta vantagem sobre o uso do para raios comum (..that the ESE technology does not offer any advantage or improved efficiency compared to normal lightning rods.).

## Riscos

### Dissipador ou inibidor de raios

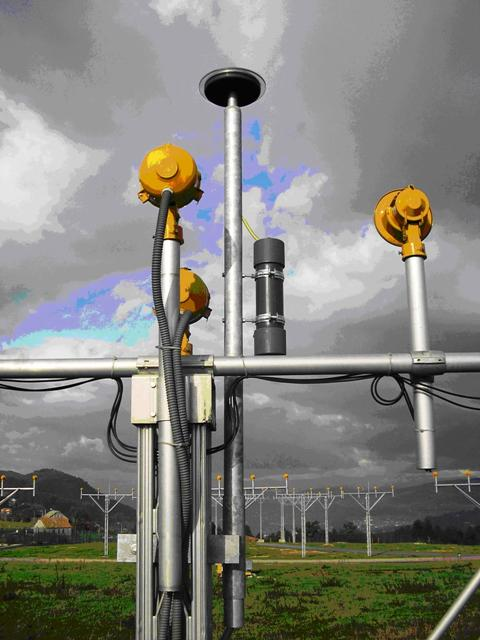
Exemplo de Inibidor de Raios (Lightning-Inhibitor) em um aeroporto.

O dissipador ou inibidor de raios, Charge Transfer System (CTS) or Dissipation Array System (DAS) em inglês, é um tipo de proteção que, ao contrário do para-raios, visa evitar a formação do traçador através do qual se produz a descarga dentro de uma área especifica. Deste modo impede o processo natural de formação do raio numa área determinada. Hoje, nunca houve comprovação que esse sistema possa impedir um fenômeno natural como o raio. Esse sistema não está contemplado em nenhuma norma seja nacional, regional ou internacional, e ainda é sujeito de varias controvérsias.

### Para-raios radioativo

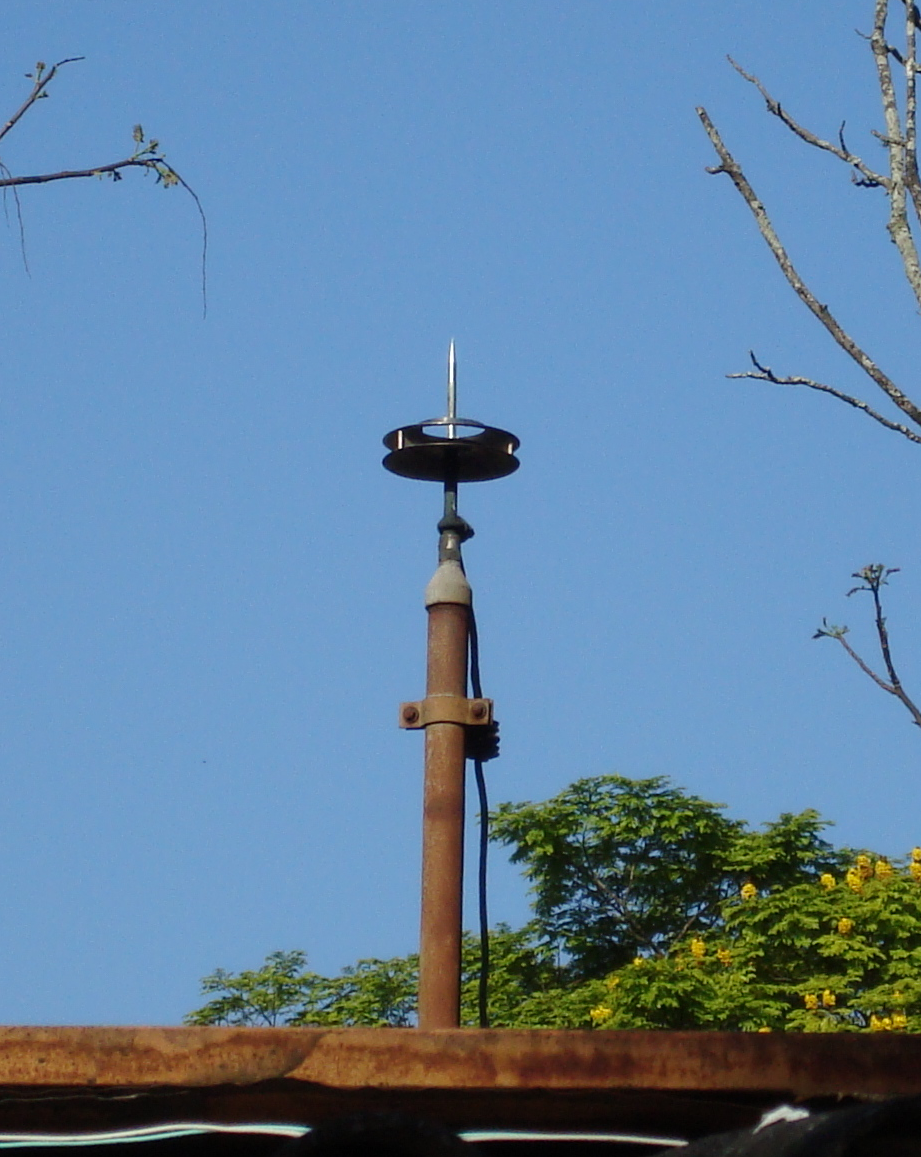
Para-raios radioativo. As fontes radioativas localizam-se nos anéis.

Trata-se de um para-raios do tipo Franklin (haste pontiaguda) no qual são fixados radioisótopos. A proposta seria que a radiação emitida por estes radioisótopos ionizaria o ar envolta da haste, facilitando a conexão com o raio e promovendo uma maior proteção.
No Brasil, de 1970 a 1989, a grande maioria desses para-raios utilizava o elemento radioativo amerício-241, sendo que menos de 1% utilizavam o rádio-226.
Porém em 1989 a Comissão Nacional de Energia Nuclear (CNEN), através da Resolução no 4/89, suspendeu a autorização para a fabricação e instalação deste tipo de para-raios, baseada em estudos feitos no Brasil e no exterior que demonstraram que o desempenho desse tipo de para-raios não era superior ao dos convencionais e portanto, não se justificava o uso de fontes radioativas.